# Tiro com arco

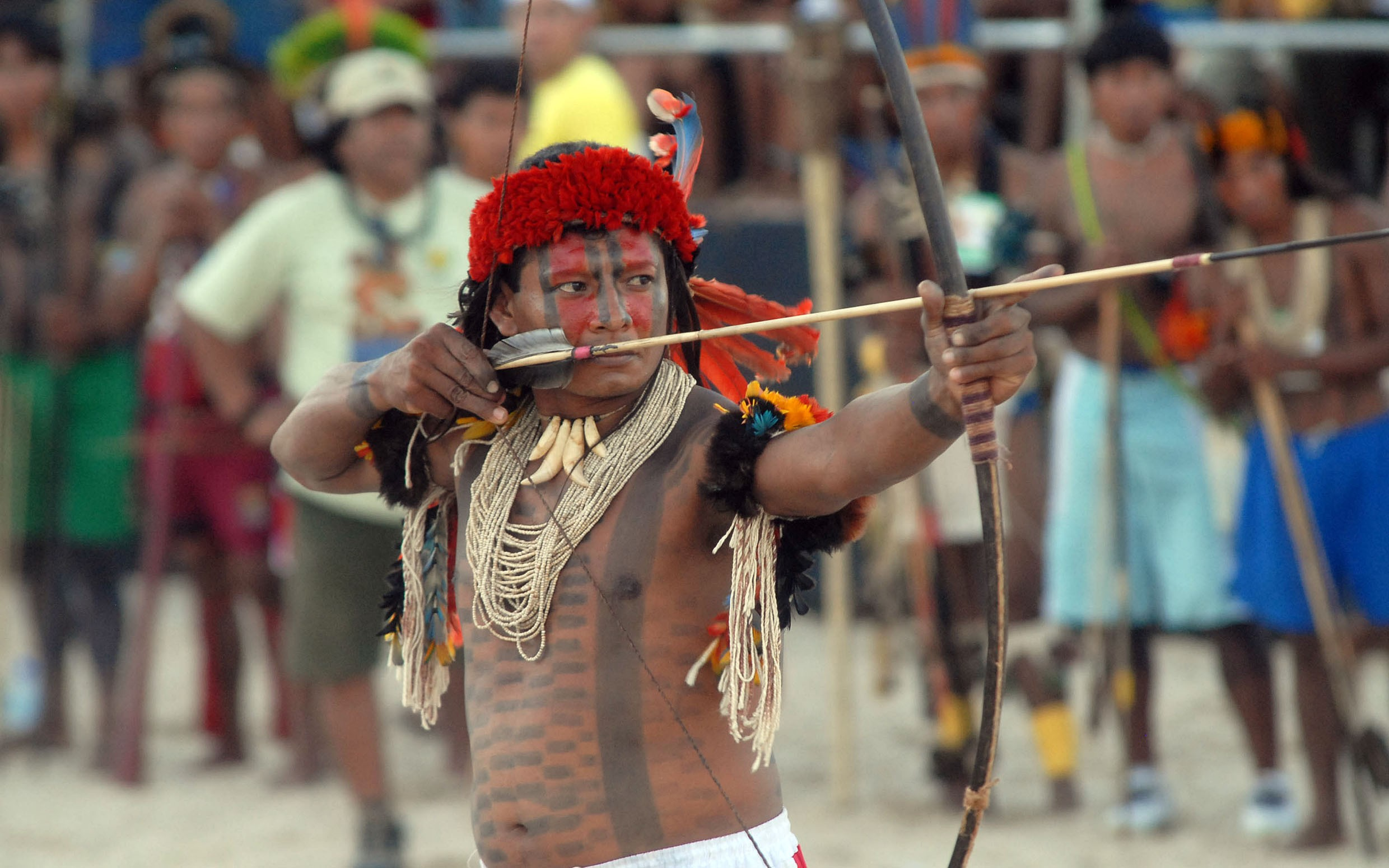
Arqueiro Rikbaktsa compete nos Jogos dos Povos Indígenas

O tiro com arco é a prática de utilizar um arco e flechas para atingir um alvo, surgiu como atividade de caça e guerra nos primórdios da civilização, com indícios de sua prática ainda na pré-história. A introdução de armas de fogo retirou do arco e flecha sua função bélica, levando-o a um declínio em sua popularidade.
A partir dos séculos XVI e XVII, entretanto, a prática passou a ser cada vez mais tratada como desporto, com torneios semelhantes aos atuais surgindo notadamente na Inglaterra. O mais antigo torneio de tiro com arco registrado, o Scorton Arrow, foi disputado em 1673. em Yorkshire.
O tiro com arco foi introduzido nos Jogos Olímpicos modernos em 1900, sendo disputado até 1920. A discrepância entre as regras aplicadas nos diferentes países fez com que a modalidade ficasse ausente do evento por várias décadas. A partir de 1972, em Munique, com a adoção das regras da Federação Internacional de Tiro com Arco, (FITA), por um número suficiente de países, o tiro com arco voltou à condição de desporto olímpico, a qual mantém até hoje.

## Equipamento

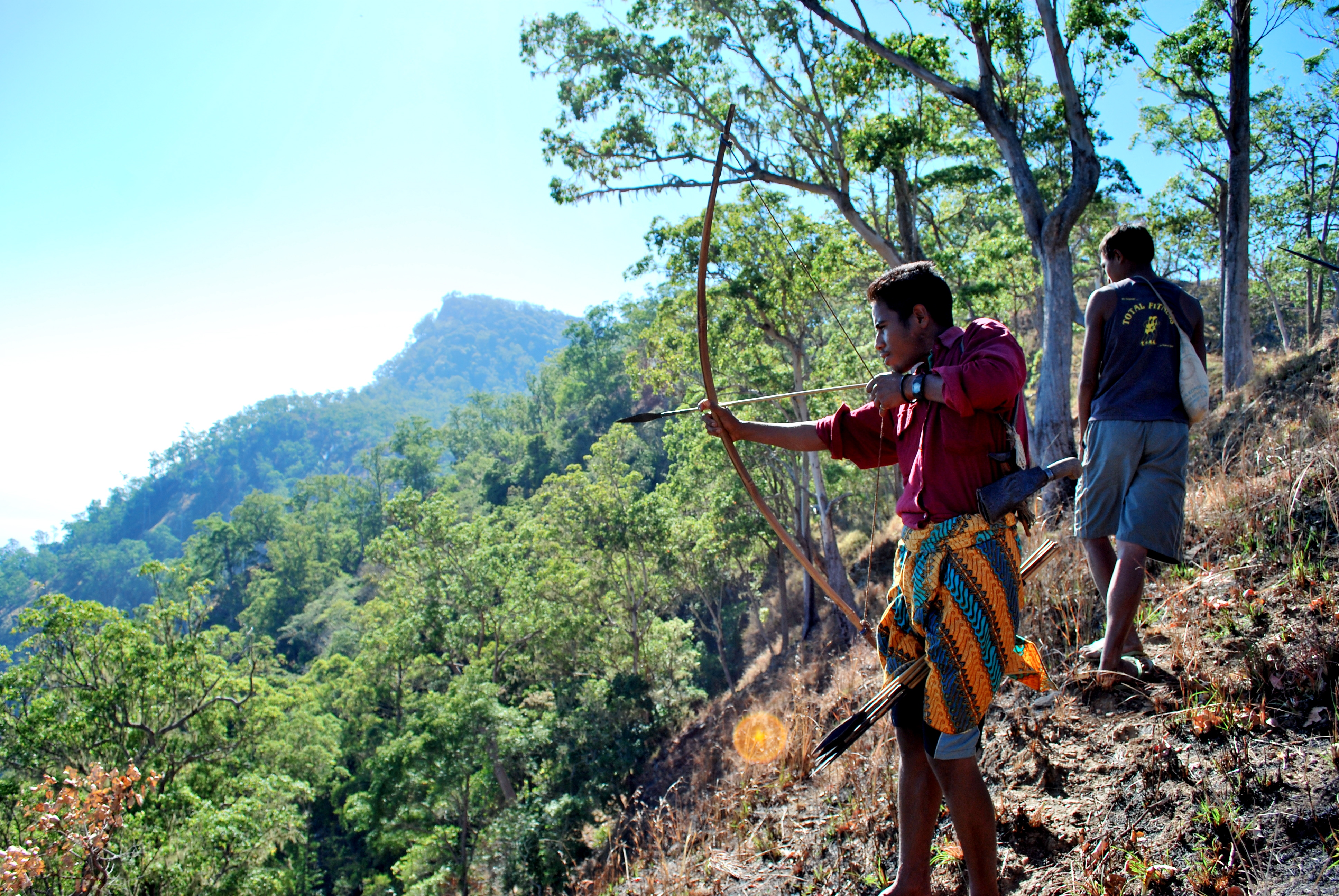
Arqueiro em Timor-Leste

No tiro com arco moderno são utilizados principalmente dois tipos de arco: o recurvo e o composto. Há também uma enorme variedade de arcos de origens étnicas, entre os quais inclui-se o arco longo. São frequentemente feitos à mão, com materiais não industrializados e contam com competições específicas.

### Arco recurvo
É um tipo de arco permitido nos Jogos Olímpicos. Basicamente um arco recurvo é composto por lâminas, punho e corda. Adicionalmente são normalmente acrescentados outros componentes, como mira, estabilizadores e outros.
O seu princípio de funcionamento baseia-se na acumulação de energia nas lâminas do arco, que são peças acopladas ao punho (local onde se segura o arco). Essas peças são feitas de madeira laminada ou materiais sintéticos, dentre os quais se destacam os compostos de carbono.

### Arco composto
Segundo o que consta no artigo sobre os mongóis, foram estes os primeiros inventores do arco composto. Este registro se dá devido ao fato de, cada uma das lâminas possuírem uma alavanca em sua extremidade. Com isto obtém- se vantagem mecânica.  Na fabricação, era inserida uma peça geralmente em madeira, voltada para a direção contrária. No ato de puxar a corda, e após esta passar pela dattun line da resistência,  a tensão diminuía, como nos arcos compostos com roldanas. Os hunos, povo que vivia na estepes, aperfeiçoaram a arquitetura da arma com esta configuração. Na Hungria também houve aperfeiçoamento do sistema, no que diz respeito à construção. É comum o engano em se considerar "arco  composto" como sendo o arco feito de diversos materiais da época. A isto dá-se o nome composite, uma versão antiga de algo feito com materiais compostos como fibra de vidro e resina.
O arco composto moderno possui um sistema de roldanas ou polias, que aliviam a energia do arco, permitindo ao arqueiro reduzir a força que emprega enquanto tensiona o arco. Dessa forma, um arqueiro alcança facilmente maiores potências de tiro, o que torna o uso deste equipamento muito popular não só em competições, como também na caça esportiva de animais de grande porte.
A corda do arco, que pode ser feita de diversos materiais, como Dacron, Kevlar, é retesada e após a linha de atuação da força, ocorre o alívio da tensão física. O alivio ocorre de forma semelhante ao sistema chamado toggle action.

### Flecha

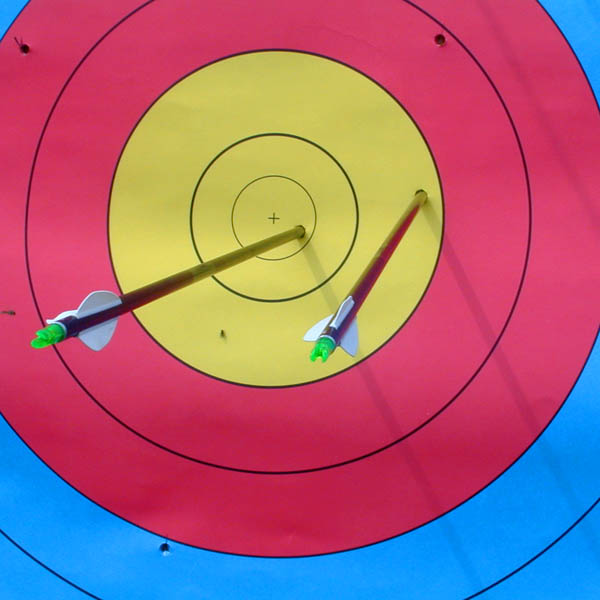
Flechas no centro do alvo.

A flecha consiste em uma haste de secção circular, possuindo em uma extremidade a ponta perfurante e na outra, um conjunto de aletas estabilizadoras, conhecidas como penas. Seu nome correto é remiges. Estas são afixadas lateralmente no corpo da flecha, e na extremidade propriamente dita é colocada uma peça em forma de "U", conhecida como nock, cuja finalidade é prender a flecha na corda do arco. As flechas modernas podem ser feitas de alumínio, madeira, de fibra de carbono com pontas de aço, nock plástico e aletas plásticas ou penas naturais.

### Alvo

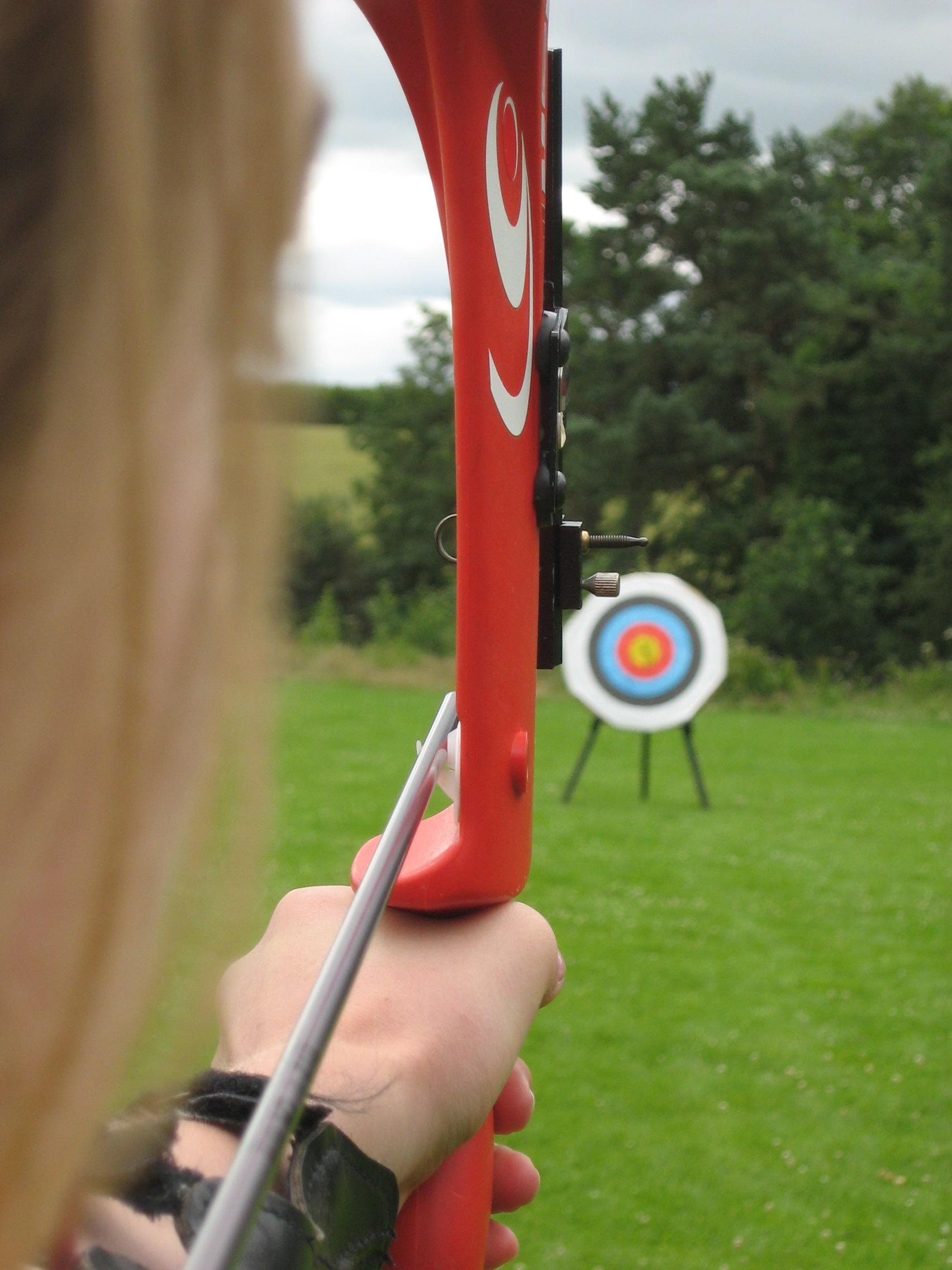
Arqueira divisa um alvo ao ar livre.

Nas disputas com arcos recurvos e compostos, os alvos são feitos de papel simples ou entrelaçado, ou de materiais sintéticos, como o Tyvek®. Consiste em um diagrama de anéis concêntricos graduados de 10 a 1 a partir do centro, identificado pelas cores amarelo (10 e 9 pontos), vermelho (8 e 7) e azul (6 e 5 pontos), preto (4 e 3) e o branco (2 e 1). Nos torneios outdoor, o alvo é complementado com anéis no valor de 5 a 1, nas cores azul(5), preto (4 e 3) e branco (2 e 1). Acertar uma flecha no centro do alvo, no número 10, é "acerta na mosca", como é popularmente chamado o ponto central do alvo identificado com um sinal de +.
O tamanho do alvo obedece padrões internacionais de tamanho de acordo com a distância em que as flechas são atiradas. No início do aprendizado, alvos são colocados a cinco ou dez metros de distância. Com o tempo, o atleta começa a treinar com distâncias maiores, até chegar aos dezoito metros, medida padrão das competições em ambientes fechados (indoor). Em competições indoor cada arqueiro dispara duas séries de trinta flechas, totalizando sessenta flechas em alvos de 20 centímetros de diâmetro. Em torneios ao ar livre, o alvo chega a 122 cm de diâmetro para distâncias de até 90 metros.

## Formas de competição
Algumas competições internacionais utilizam na fase de qualificação o chamado Fita Round, no qual os arqueiros atiram a distâncias de 90, 70, 50 e 30 metros para homens e 70, 60, 50 e 30 metros para mulheres, disparando 36 flechas em cada uma. Após isso segue-se do combate em duplas, que determinará o campeão do torneio.

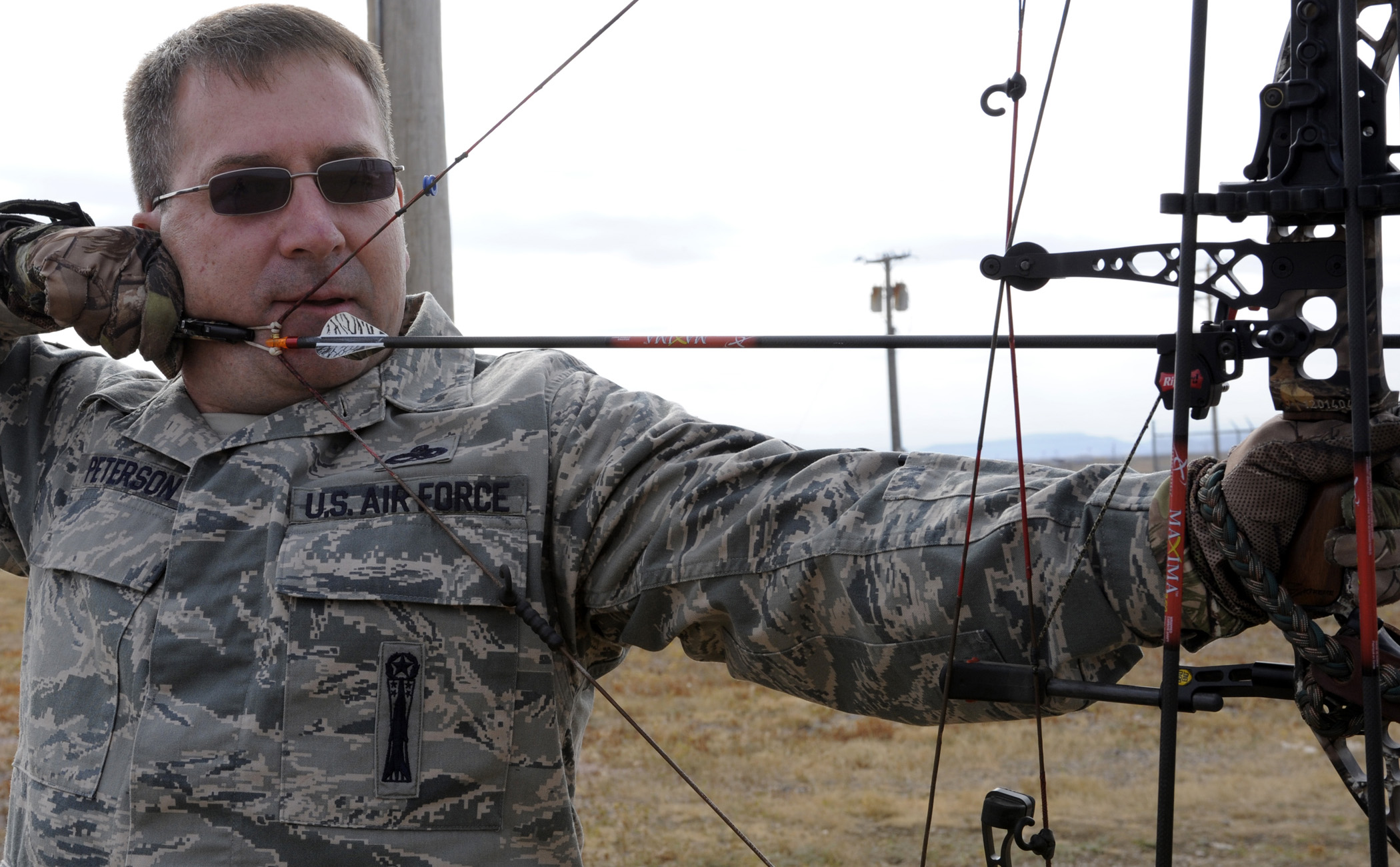
Técnicas seguras de arco e flecha, enquanto visando uma seta

Em alguns campeonatos é apenas feito o Fita Round. O título de Campeão Brasileiro de Tiro com Arco é atualmente dado ao vencedor do Fita Round. Outra modalidade aplicada ao tiro com arco, é a prova indoor, onde o arqueiro ou arqueira, a 18 metros do alvo, atira dez séries de três tiros em 2 rounds, perfazendo o total de sessenta tiros, podendo alcançar um máximo de 600 pontos.

## Tiro com arco nos Jogos Olímpicos

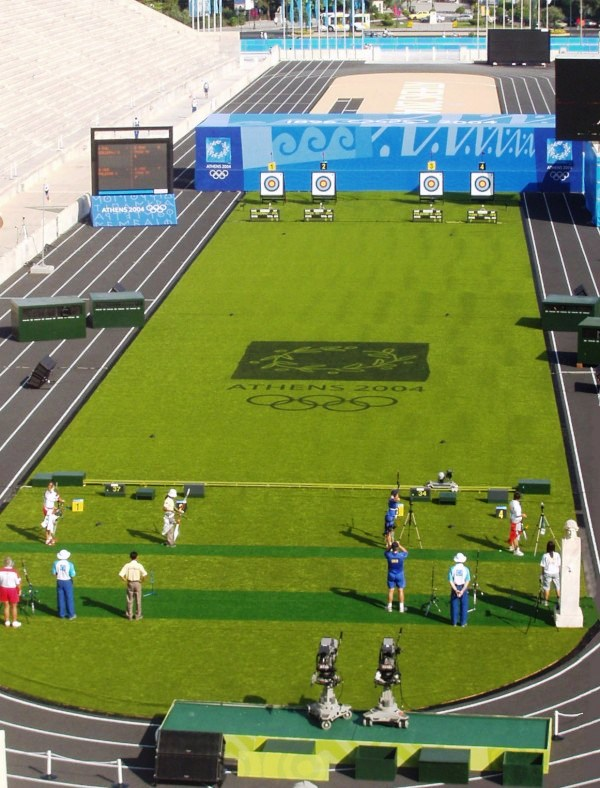
Torneio de tiro com arco em Atenas, 2004.

O programa olímpico integrou o tiro com arco entre os Jogos Olímpicos de Verão de 1900 e os Jogos de 1920 (excepto em 1912), com provas muito diversas. O desporto regressou aos Jogos Olímpicos em 1972, sendo disputado apenas no individual até 1984, passando, a partir de 1988, a incluir a disputa por equipes.
Nos Jogos Olímpicos jogam-se quatro eventos de tiro com arco, todos realizados ao ar livre, utilizando um arco recurvo na distância de setenta metros. A prova é disputada individualmente e por equipes, por ambos os sexos.
Na rodada qualificatória, 64 arqueiros disparam 72 flechas (6 séries de 6 flechas em duas rodadas) sobre um alvo com 1,22 metros de diâmetro. A pontuação obtida é usada para formar as chaves da fase eliminatória (o 1º contra o 64º; o 2º contra o 63º e assim por diante). Na fase eliminatória e feito o "combate olímpico", disputa entre dois arqueiros a 70 m na qual são disparadas 4 rodadas de 3 flechas, o arqueiro com a pontuação maior avança para a fase seguinte.
A Coreia do Sul é o país com maior tradição olímpica do Tiro com Arco. Desde os jogos de 1984, este país vem conquistando a maior parte medalhas de ouro no esporte. Em Pequim 2008, os atletas sul-coreanos estabelecerem cinco novos recordes olímpicos, um recorde mundial, e conquistaram sua sexta medalha de ouro consecutiva na competição por equipes femininas, além da terceira consecutiva por equipes masculinas. Em 2016, no Rio de Janeiro, a Coreia do Sul realizou um feito histórico, conquistando pela primeira vez todas as medalhas individuais e por equipes, tanto no masculino como no feminino da modalidade.

### Tiro com arco paraolímpico
O tiro com arco também está presente nos Jogos Paraolímpicos desde sua primeira edição, em 1960, mantendo-se presente ininterruptamente até hoje.
Na modalidade paraolímpica, o tiro com arco pode se praticado por atletas com limitações motoras nas pernas, sendo cadeirantes ou não. Pode ser ainda praticado por portadores de deficiência visual, com auxílio de recursos táteis ou de um assistente. Está última categoria, porém, não faz atualmente parte dos Jogos Paraolímpicos.